# طواف بولندا 2005

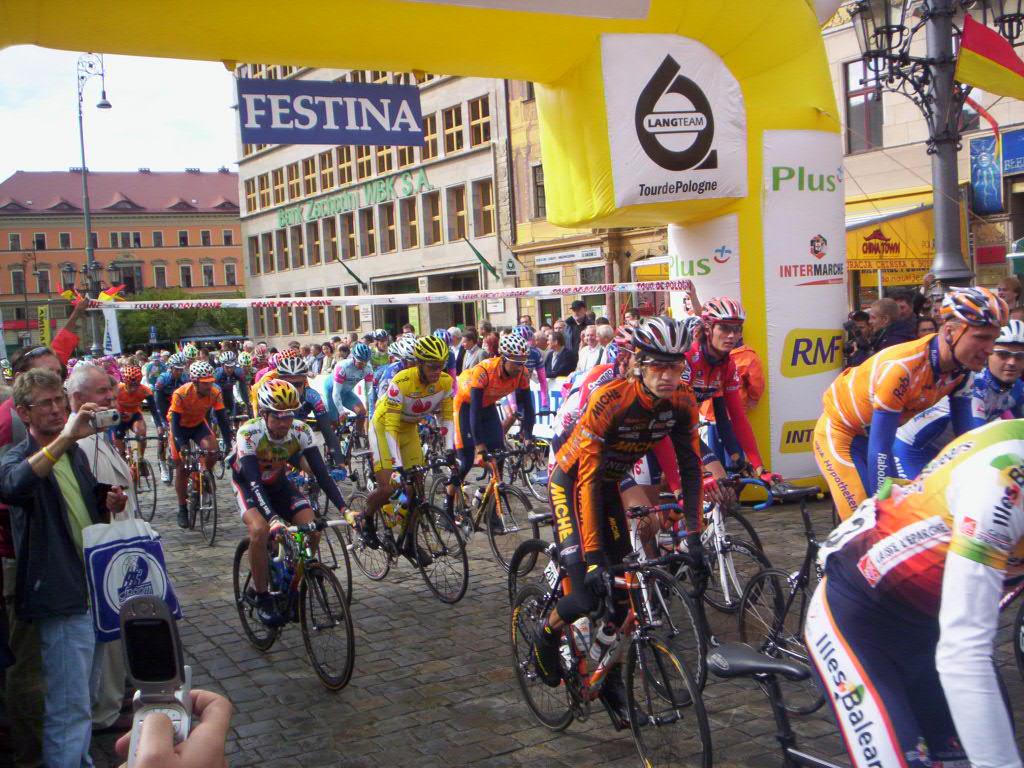

طواف بولندا 2005 (بالبولندية: Tour de Pologne 2005)‏ هو سباق دراجات هوائية، وهو الموسم رقم 62 من السباق، وأقيم خلال الفترة 12 سبتمبر 2005، وحتى 18 سبتمبر 2005، وهو أحد سباقات طواف أوروبا للدراجات 2005، وهو من نوع سباق المرحلة.
فاز فيه بالمركز الأول كيم كيرشن، وبالمركز الثاني بيتر وينينج، وبالمركز الثالث توماس ديكر.

## الفرق
| فرق برو (20)- Bouygues Télécom - Cofidis-Le Crédit par Téléphone - Crédit Agricole (cycling team) ‏ - CSC - Davitamon-Lotto - Discovery Channel - De Nardi ‏ - Euskaltel–Euskadi (1994–2013) ‏ - Fassa Bortolo ‏ - Gerolsteiner (cycling team) ‏ - Illes Balears-Caisse d'Épargne - La Française des jeux - Lampre-Caffita - فريق أونسه ‏ - Liquigas ‏ - Phonak (cycling team) ‏ - Quick Step-Innergetic - Rabobank - صونيير دوفال برودير 2005 ‏ - T-Mobile ‏ فرق قارية محترفة (2)- Miche–Guerciotti ‏ - Mróz (cycling team) ‏ |  |
| |  |

## المراحل
| قائمة المراحل | قائمة المراحل | قائمة المراحل                | قائمة المراحل          | قائمة المراحل | قائمة المراحل   | قائمة المراحل |
| المرحلة       | التاريخ       | الدورة                       |                        | المسافة (كم)  | الفائز بالمرحلة | القائد العام  |
| ------------- | ------------- | ---------------------------- | ---------------------- | ------------- | --------------- | ------------- |
| مرحلة 1       | 12 سبتمبر     | غدانسك – البلنغ              | مرحلة مستوية           | 149٫6         | بادن كوك        | بادن كوك      |
| مرحلة 2       | 13 سبتمبر     | تشَيڤ – أولشتين               | مرحلة مستوية           | 226٫5         | دانيلي بيناتي   | لوكا باوليني  |
| مرحلة 3       | 14 سبتمبر     | Ostróda ‏ – بيدغوشتش          | مرحلة مستوية           | 198           | جان كيرسيبو     | لوكا باوليني  |
| مرحلة 4       | 15 سبتمبر     | Inowrocław ‏ – ليشنو          | مرحلة مستوية           | 206           | دانيلي بيناتي   | لوكا باوليني  |
| مرحلة 5       | 16 سبتمبر     | فروتسواف – Szklarska Poręba ‏ | مرحلة جبلية متوسطة     | 200٫3         | فابيان فيجمان   | لوكا باوليني  |
| مرحلة 6       | 17 سبتمبر     | Piechowice ‏ – Karpacz ‏       | مرحلة جبلية            | 153           | بيتر وينينج     | بيتر وينينج   |
| مرحلة 7       | 18 سبتمبر     | جيلينيا جورا – Karpacz ‏      | مرحلة جبلية            | 61            | كيم كيرشن       | كيم كيرشن     |
| مرحلة 7       | 18 سبتمبر     | جيلينيا جورا – Karpacz ‏      | نوع المرحلة غير معروف. | 19            | توماس ديكر      | كيم كيرشن     |

## النتيجة

### مرحلة 1
هي مرحلة مستوية، أقيمت في 12 سبتمبر 2005، وامتدّت لمسافة 149.6 كيلومتر. فاز بالمرحلة  بادن كوك، وكان متصدر الترتيب العام في نهاية المرحلة  بادن كوك، وكان المتصدر حسب ترتيب النقاط  بادن كوك، وكان المتصدر في ترتيب التسلق  Bartosz Huzarski ‏، وتصدر ترتيب السرعة  روبرت فورستر، وكان متصدر ترتيب الفرق  Domina Vacanze-De Nardi 2005 ‏.
| \| التصنيف العام \| التصنيف العام \| التصنيف العام \| التصنيف العام \| التصنيف العام \| \| العداء \| العداء \| الفريق \| الوقت \| \| \| ------------- \| ------------- \| ---------------------------------------- \| ------------- \| ------------- \| \| 1 \| بادن كوك \| La Française des jeux \| 3 س 21 د 33 ث \| \| \| 2 \| لوكا باوليني \| Quick Step-Innergetic \| + 4 ث \| \| \| 3 \| روبرت فورستر \| Gerolsteiner (cycling team) [الإنجليزية]‏ \| + 5 ث \| \| |              |                              |               |  |
| |              |                              |               |  |
| |              |                              |               |  |
| التصنيف العام |              |                              |               |  |
| العداء | العداء       | الفريق                       | الوقت         |  |
| 1 | بادن كوك     | La Française des jeux        | 3 س 21 د 33 ث |  |
| 2 | لوكا باوليني | Quick Step-Innergetic        | + 4 ث         |  |
| 3 | روبرت فورستر | Gerolsteiner (cycling team) ‏ | + 5 ث         |  |

### مرحلة 2
هي مرحلة مسطحة، أجريت في 13 سبتمبر 2005، وامتدّت لمسافة 226.5 كيلومتر فاز بالمرحلة دانيلي بيناتي، ومتصدر الترتيب العام في نهاية المرحلة لوكا باوليني، والمتصدر حسب ترتيب النقاط لوكا باوليني، ومتصدر ترتيب التسلق Bartosz Huzarski ‏، ومتصدر ترتيب السرعة روبرت فورستر.
| التصنيف العام | التصنيف العام | التصنيف العام | التصنيف العام         | التصنيف العام     |  |
| العداء        | العداء        | البلد         | الفريق                | الوقت             |  |
| ------------- | ------------- | ------------- | --------------------- | ----------------- |  |
| 1             | لوكا باوليني  | إيطاليا       | Quick Step-Innergetic | 9 س 15 دقيقة 48 ث |  |
| 2             | بادن كوك      | أستراليا      | La Française des jeux | + 2 ث             |  |
| 3             | دانيلي بيناتي | إيطاليا       | Lampre-Caffita        | + 0 ث             |  |

### مرحلة 3
هي مرحلة مسطحة، أجريت في 14 سبتمبر 2005، وامتدّت لمسافة 198 كيلومتر فاز بالمرحلة جان كيرسيبو، ومتصدر الترتيب العام في نهاية المرحلة لوكا باوليني، والمتصدر حسب ترتيب النقاط لوكا باوليني، ومتصدر ترتيب التسلق Bartosz Huzarski ‏، ومتصدر ترتيب السرعة روبرت فورستر.
| التصنيف العام | التصنيف العام | التصنيف العام | التصنيف العام         | التصنيف العام      |  |
| العداء        | العداء        | البلد         | الفريق                | الوقت              |  |
| ------------- | ------------- | ------------- | --------------------- | ------------------ |  |
| 1             | لوكا باوليني  | إيطاليا       | Quick Step-Innergetic | 14 س 53 دقيقة 51 ث |  |
| 2             | روبرت فورستر  | ألمانيا       | Gerolsteiner          | + 6 ث              |  |
| 3             | بادن كوك      | أستراليا      | La Française des jeux | + 8 ث              |  |

### مرحلة 4
هي مرحلة مسطحة، أجريت في 15 سبتمبر 2005، وامتدّت لمسافة 206 كيلومتر فاز بالمرحلة دانيلي بيناتي، ومتصدر الترتيب العام في نهاية المرحلة لوكا باوليني، والمتصدر حسب ترتيب النقاط لوكا باوليني، ومتصدر ترتيب التسلق Bartosz Huzarski ‏، ومتصدر ترتيب السرعة روبرت فورستر.
| التصنيف العام | التصنيف العام | التصنيف العام | التصنيف العام         | التصنيف العام      |  |
| العداء        | العداء        | البلد         | الفريق                | الوقت              |  |
| ------------- | ------------- | ------------- | --------------------- | ------------------ |  |
| 1             | لوكا باوليني  | إيطاليا       | Quick Step-Innergetic | 20 س 16 دقيقة 37 ث |  |
| 2             | دانيلي بيناتي | إيطاليا       | Lampre-Caffita        | + 4 ث              |  |
| 3             | روبرت فورستر  | ألمانيا       | Gerolsteiner          | + 10 ث             |  |

### مرحلة 5
هي مرحلة جبلية متوسطة، أجريت في 16 سبتمبر 2005، وامتدّت لمسافة 200.3 كيلومتر فاز بالمرحلة فابيان فيجمان، ومتصدر الترتيب العام في نهاية المرحلة لوكا باوليني، والمتصدر حسب ترتيب النقاط لوكا باوليني، ومتصدر ترتيب التسلق يوهان فانسومرن، ومتصدر ترتيب السرعة روبرت فورستر، ومتصدر ترتيب الفرق رابوبانك 2005.
| التصنيف العام | التصنيف العام | التصنيف العام | التصنيف العام         | التصنيف العام      |  |
| العداء        | العداء        | البلد         | الفريق                | الوقت              |  |
| ------------- | ------------- | ------------- | --------------------- | ------------------ |  |
| 1             | لوكا باوليني  | إيطاليا       | Quick Step-Innergetic | 25 س 44 دقيقة 44 ث |  |
| 2             | فابيان فيجمان | ألمانيا       | Gerolsteiner          | + 8 ث              |  |
| 3             | فيليبو بوزاتو | إيطاليا       | Quick Step-Innergetic | + 12 ث             |  |

### مرحلة 6
هي مرحلة جبلية، أجريت في 17 سبتمبر 2005، وامتدّت لمسافة 153 كيلومتر فاز بالمرحلة بيتر وينينج، ومتصدر الترتيب العام في نهاية المرحلة بيتر وينينج، والمتصدر حسب ترتيب النقاط Jarosław Zarębski ‏، ومتصدر ترتيب التسلق Bartosz Huzarski ‏، ومتصدر ترتيب السرعة روبرت فورستر، ومتصدر ترتيب الفرق رابوبانك 2005.
| التصنيف العام | التصنيف العام | التصنيف العام | التصنيف العام | التصنيف العام      |  |
| العداء        | العداء        | البلد         | الفريق        | الوقت              |  |
| ------------- | ------------- | ------------- | ------------- | ------------------ |  |
| 1             | بيتر وينينج   | هولندا        | Rabobank      | 30 س 01 دقيقة 35 ث |  |
| 2             | كيم كيرشن     | لوكسمبورغ     | Fassa Bortolo | + 4 ث              |  |
| 3             | توماس ديكر    | هولندا        | Rabobank      | + 25 ث             |  |

### مرحلة 7a
هي مرحلة جبلية، أجريت في 18 سبتمبر 2005، وامتدّت لمسافة 61 كيلومتر فاز بالمرحلة كيم كيرشن، ومتصدر الترتيب العام في نهاية المرحلة كيم كيرشن، والمتصدر حسب ترتيب النقاط كيم كيرشن، ومتصدر ترتيب التسلق Bartosz Huzarski ‏، ومتصدر ترتيب السرعة روبرت فورستر، ومتصدر ترتيب الفرق رابوبانك 2005.
| التصنيف العام | التصنيف العام  | التصنيف العام | التصنيف العام    | التصنيف العام      |  |
| العداء        | العداء         | البلد         | الفريق           | الوقت              |  |
| ------------- | -------------- | ------------- | ---------------- | ------------------ |  |
| 1             | كيم كيرشن      | لوكسمبورغ     | Fassa Bortolo    | 31 س 40 دقيقة 23 ث |  |
| 2             | بيتر وينينج    | هولندا        | Rabobank         | + 11 ث             |  |
| 3             | دانيلو دي لوكا | إيطاليا       | Liquigas-Bianchi | + 33 ث             |  |

### مرحلة 7b
هي مرحلة أجريت في 18 سبتمبر 2005، وامتدّت لمسافة 19 كيلومتر فاز بالمرحلة توماس ديكر، ومتصدر الترتيب العام في نهاية المرحلة كيم كيرشن، والمتصدر حسب ترتيب النقاط كيم كيرشن، ومتصدر ترتيب التسلق Bartosz Huzarski ‏، ومتصدر ترتيب السرعة روبرت فورستر، ومتصدر ترتيب الفرق رابوبانك 2005.
| التصنيف العام | التصنيف العام      | التصنيف العام | التصنيف العام         | التصنيف العام      |  |
| العداء        | العداء             | البلد         | الفريق                | الوقت              |  |
| ------------- | ------------------ | ------------- | --------------------- | ------------------ |  |
| 1             | كيم كيرشن          | لوكسمبورغ     | Fassa Bortolo         | 32 س 11 دقيقة 58 ث |  |
| 2             | بيتر وينينج        | هولندا        | Rabobank              | + 5 ث              |  |
| 3             | توماس ديكر         | هولندا        | Rabobank              | + 11 ث             |  |
| 4             | توماس لوفكفيست     | السويد        | La Française des jeux | + 18 ث             |  |
| 5             | دانيلو دي لوكا     | إيطاليا       | Liquigas-Bianchi      | + 34 ث             |  |
| 6             | مايكل بوجيرد       | هولندا        | Rabobank              | + 1 دقيقة 04 ث     |  |
| 7             | جان هروسكا         | التشيك        |                       |                    |  |
| 8             | ماريك روتكيفيتش    | بولندا        |                       |                    |  |
| 9             | سيلفان تشافانيل    | فرنسا         | كوفيديس               | + 2 دقيقة 52 ث     |  |
| 10            | خوسيه لويس روبييرا | إسبانيا       | Discovery Channel     | + 3 دقيقة 03 ث     |  |

## الفائزون
| الترتيب | الفائز      |
| ------- | ----------- |
| الفائز  | كيم كيرشن   |
| الثاني  | بيتر وينينج |
| الثالث  | توماس ديكر  |